# Tricorythodes sierramaestrae
Tricorythodes sierramaestrae is een haft uit de familie Leptohyphidae. De wetenschappelijke naam van de soort is voor het eerst geldig gepubliceerd in 1990 door Kluge & Naranjo.
De soort komt voor in het Neotropisch gebied.